# Mont-sur-Monnet
Mont-sur-Monnet település Franciaországban, Jura megyében. Lakosainak száma 203 fő (2022. január 1.). Mont-sur-Monnet Ney, Fontenu, Loulle, Marigny, Monnet-la-Ville, Montigny-sur-l’Ain és Saffloz községekkel határos.

## Népesség
A település népességének változása:
| Lakosok száma | 177  | 194  | 177  | 186  | 241  | 245  | 248  | 242  | 231  | 203  |
|               | 1968 | 1982 | 1990 | 2006 | 2013 | 2015 | 2017 | 2019 | 2020 | 2022 |